# Desenvolupisme

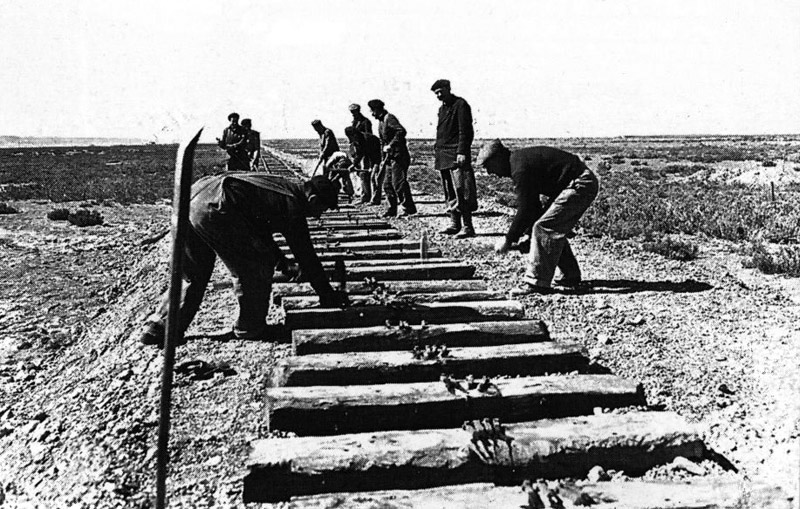
La nacionalització, millora i ampliació de la xarxa ferroviària a l'Argentina va ser una de les grans apostes del govern Perón.

El desenvolupisme és una teoria econòmica que afirma que la millor opció que tenen les economies menys desenvolupades per créixer és fomentar un mercat intern fort i variat per via de la industrialització, recolzat per mesures proteccionistes. Aquest sistema permetria solucionar el deteriorament estructural dels termes d'intercanvi al comerç internacional en perjudici dels països perifèrics, que perpetua el subdesenvolupament i amplia la bretxa entre les potències econòmiques i els països en via de desenvolupament.

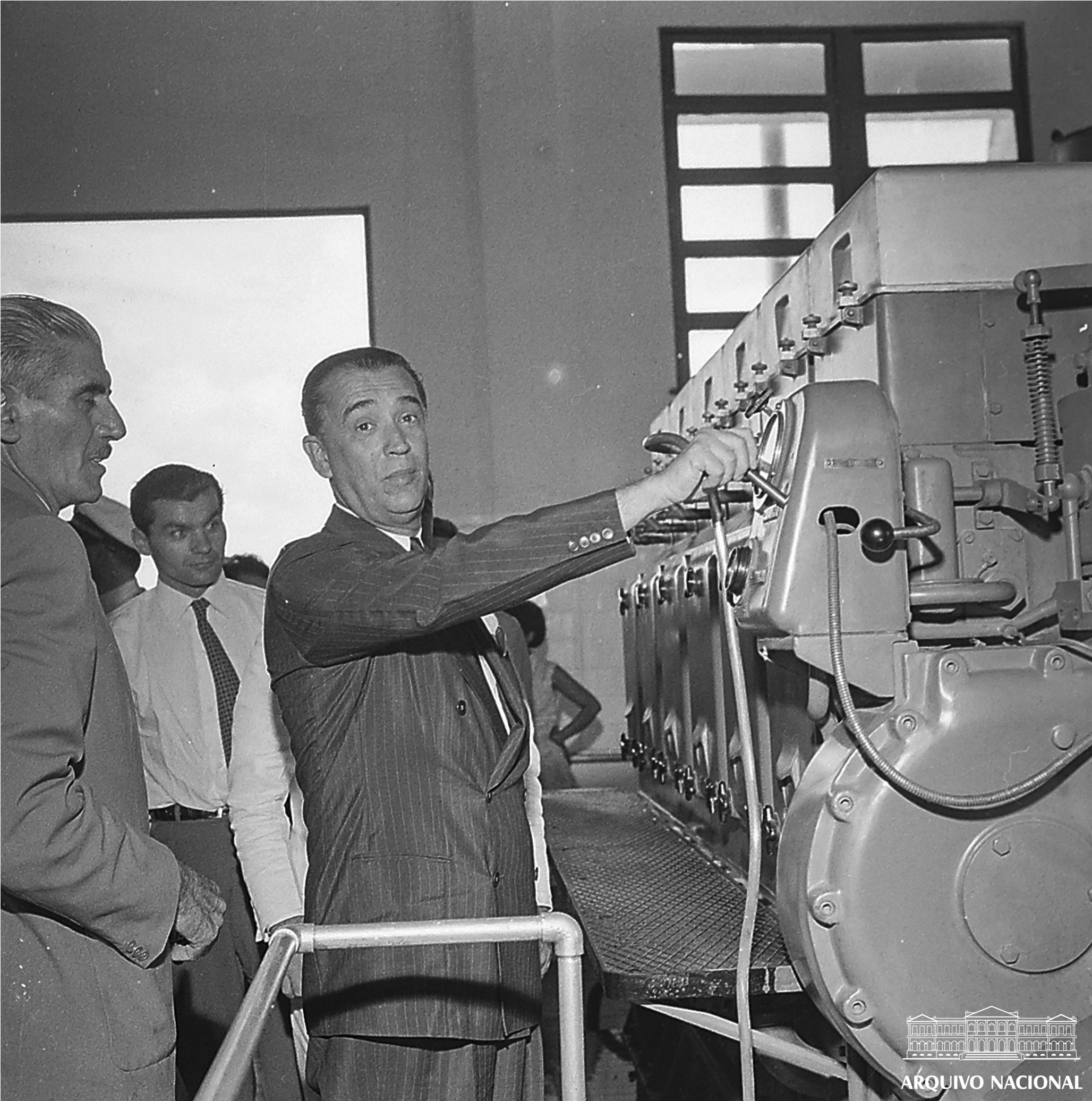
El president Kubitschek visita la nova refineria de Petrobras a Manaus (1957). La petroliera estatal havia estat fundada quatre anys abans.

Tot i que el desenvolupisme es relaciona habitualment amb l'Amèrica Llatina, el cert és que les pràctiques promulgades per aquesta teoria es van estendre al Sud-est asiàtic i a l'Àfrica prèvia a la descolonització, així com a Espanya.

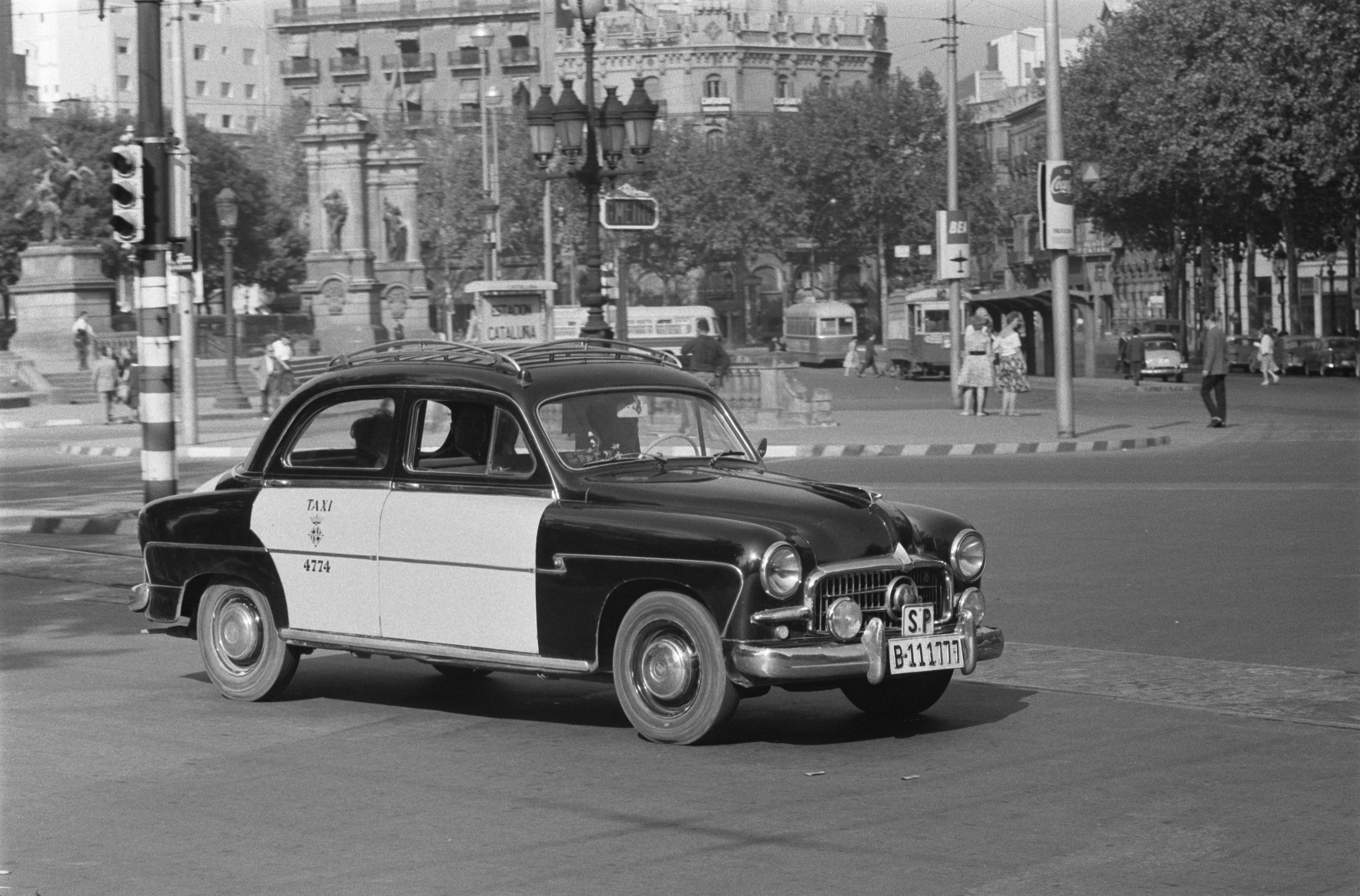
Un SEAT 1400, el primer model fabricat pel desenvolupisme franquista a Barcelona.

## Antecedents
El desenvolupisme va guanyar el seu lloc en els afers internacionals en els anys immediatament posteriors a la Segona Guerra Mundial, quan els Estats Units van assumir el lideratge d'un món devastat per la guerra gràcies a que la indústria nacional s'havia mantingut intacta. El final de la guerra va catalitzar moviments massius d'alliberament nacional arreu d'Àfrica i Àsia: aquests moviments eren una amenaça per als Estats Units, per la seva por a que el comunisme s'arrelés en nacions independents de nova creació. Per tant, aquests moviments cap a l'alliberament es van convertir en una de les prioritats dels Estats Units: el desenvolupisme s'adaptava molt bé al que volien els Estats Units, perquè els seus principis creen un entorn tant d'autonomia nacional com de participació generalitzada en l'economia internacional. Aquesta participació seria fomentant el capitalisme en les nacions recentment independents.

## Premisses
Hi ha quatre idees principals que s'integren darrere de la teoria del desenvolupisme:
- Considera que els resultats econòmics d'una nació són la principal font per legitimar un govern, i no pas la seva capacitat per legislar o per millorar en altres àmbits com l'educació o la sanitat. Els desenvolupistes argumenten que del sosteniment del creixement econòmic s'infereix la millora del benestar dels ciutadans, i que aquesta és la via primordial que permetrà, més endavant, altres millores polítiques i socials.
- Afirma que el paper dels govern és actuar contra els riscos associats al desenvolupament capitalista (com ara la desigualtat social o la corrupció), així com trobar un equilibri que satisfaci entre els objectius de la inversió pública i els interessos de l'economia privada, que maximitzi l'avenç de l'interès nacional.
- Defensa que ha d'haver una clara separació entre la classe política i els gestors (buròcrates o tecnòcrates) que han d'executar les mesures econòmiques, la qual cosa permet la remodelació independent i exitosa de les estructures de lideratge i els procediments administratius i burocràtics. Aquesta separació és clau per equilibrar les necessitats de l'estat i la importància de formar i mantenir forts llaços econòmics internacionals. El govern, doncs, té l'autonomia per tractar determinades qüestions a nivell nacional, alhora que ajuda els gestors a mantenir l'internacionalisme necessari per desenvolupar l'economia de la nació.
- Manté que les nacions han d'emprar un sistema capitalista com a mitjà d'avenç en l'economia internacional. Les posicions privilegiades en els sistemes capitalistes sorgeixen de respostes actives als afers exteriors per tal d'aconseguir els recursos externs amb els quals guanyar majors quantitats d'autonomia econòmica. Els recursos obtinguts de la participació activa en els afers econòmics internacionals ajuden a impulsar els països de ser explotats pel capitalisme a posicions des de les quals poden explotar l'economia internacional per al seu propi benefici nacional.

## Resultat
La consegüent edat d'or de l'escola desenvolupista va començar després de 1945 i es va estendre fins a finals dels anys seixanta. Durant la dècada de 1970, però, la popularitat i la prevalença del desenvolupisme va debilitar-se. Durant tota aquesta etapa, la posada en pràctica d'aquestes teories va fer molt per promoure la prosperitat al Con Sud.